# 城关镇 (中牟县)
城关镇是中华人民共和国河南省郑州市中牟县歷史上的一個乡镇级行政单位。城关镇1953年建镇，1958年中牟县韩寺乡改建为孟庄公社，城关镇属孟庄公社，1961年建立城关公社，1982年恢复城关镇。
2010年3月19日，城关镇撤销，设青年路街道、东风路街道、广惠街街道三个街道办事处。

## 行政区划
城关镇撤銷前共辖以下地区：
管道三公司居民委员会、晨光社区、绿云社区、红宇社区、东大街社区、官渡社区、城东社区、圣景社区、东关村、民主街村、西街村、西关村、自由街村、大潘庄村、小潘庄村、尚庄村。